# Prêmio Bibi Ferreira de Melhor Atriz em Peça de Teatro
O Prêmio Bibi Ferreira para Melhor Atriz em Peça de Teatro é um prêmio anual destinado a melhor interpretação feminina do teatro brasileiro. 
A categoria está presente desde a sétima edição da premiação, ocasião em que Suely Franco ganhou por sua atuação em Quarta Feira, Sem Falta, Lá em Casa.
Ao todo 12 atrizes foram indicadas para essa categoria desde 2019. Mel Lisboa é a única atriz nessa categoria que teve mais de uma indicação, em 2019 por Dogville  e em 2022 por Misery .

## Vencedoras e indicadas
| Ano       | Vencedora e indicadas  | Peça de Teatro                      |
| --------- | ---------------------- | ----------------------------------- |
| 2019      | Suely Franco           | Quarta Feira, Sem Falta, Lá em Casa |
| 2019      | Denise Fraga           | A Visita da Velha Senhora           |
| 2019      | Mel Lisboa             | Dogville                            |
| 2019      | Nathalia Timberg       | Através da Iris                     |
| 2019      | Vivianne Pasmanter     | Amor Profano                        |
| 2020/2021 | Irene Ravache          | A Alma Despejada                    |
| 2020/2021 | Andréia Horta          | Jardim de Inverno                   |
| 2020/2021 | Marjorie Estiano       | Os Sete Afluentes do Rio Ota        |
| 2022      | Marisa Orth            | Bárbara                             |
| 2022      | Cláudia Missura        | Benditas Mulheres                   |
| 2022      | Lília Cabral           | A Lista                             |
| 2022      | Mel Lisboa             | Misery                              |
| 2022      | Paloma Bernardi        | Terremotos                          |
| 2023      | Clarisse Abujamra      | Veraneio                            |
| 2023      | Eliane Giardini        | Intimidade Indecente                |
| 2023      | Grace Gianoukas        | Nasci pra ser Dercy                 |
| 2023      | Léa Garcia             | A Vida Não é Justa                  |
| 2023      | Vera Holtz             | F(r)icções                          |
| 2024      | Noemi Marinho          | O Vazio na Mala                     |
| 2024      | Ana Beatriz Nogueira   | Sra. Klein                          |
| 2024      | Anna Cecília Junqueira | Tio Vânia                           |
| 2024      | Bianca Bin             | O Nome do Bebê                      |
| 2024      | Helô Cintra Castilho   | O Outro Borges                      |